# Liste der Studentenverbindungen in Lausanne
Die Liste der Studentenverbindungen in Lausanne verzeichnet die sieben aktiven Studentenverbindungen in Lausanne, die unterschiedlichen  Korporationsverbänden angehören oder verbandsfrei sind.

## Aktive Verbindungen
Die Sortierung erfolgt nach Gründungsdatum.
|  |
|  |
|  |

|  |
|  |
|  |

|  |
|  |
|  |

|  |
|  |
|  |

|  |
|  |
|  |

|  |
|  |
|  |

|  |
|  |
|  |